# Безкровный, Александр Алексеевич
Алекса́ндр Алексе́евич Безкро́вный (26 августа (7 сентября) 1866 — 26 апреля 1948) — русский военачальник, генерал-лейтенант (1917), участник Первой мировой войны, Георгиевский кавалер.

## Биография
Из дворян, православного вероисповедания. Уроженец Екатеринославской губернии.
Общее образование получил в губернском городе Полтаве, в Петровском Полтавском кадетском корпусе (1884).
В военную службу вступил 25 августа 1884 года. В губернском городе Москве окончил 3-е военное Александровское училище по 1-му разряду и был выпущен подпоручиком в 55-й пехотный Подольский полк, расквартированный в Бендерах, Бессарабской губернии. Позже служил в Бендерской крепостной артиллерии, а после её упразднения как воинской части, с марта 1897 года — в Одесском крепостном артиллерийском батальоне, затем, с июня 1898 года, — в 34-й артиллерийской бригаде, расквартированной в Александрии, Херсонской губернии.
В 1891 году был произведен в поручики, в 1895 году — в штабс-капитаны.
В мае 1898 года окончил Николаевскую академию Генерального Штаба (по 1-му разряду, основной и дополнительный курс) и, за отличные успехи в науках, произведен в капитаны. В 1899 году был причислен к Генеральному штабу, состоял при Кавказском военном округе. В марте 1901 года переведен в Генеральный штаб, с назначением старшим адъютантом штаба 21-й пехотной дивизии (Владикавказ).
С 01.11.1901 по 01.11.1902, в прикомандировании к 81-му пехотному Апшеронскому полку (Владикавказ), проходил цензовое командование ротой.
В декабре 1902 года произведен в Генерального штаба подполковники, с назначением начальником штаба Усть-Двинской крепости. С ноября 1904 года — исправляющий должность начальника штаба Либавской крепости. 
В мае–августе 1905 года в Либаве, в прикомандировании к 178-му пехотному Венденскому полку, проходил цензовое командование батальоном. В начале мая того же года, был назначен исправляющим должность начальника штаба 70-й пехотной дивизии (1905 года), формируемой в Екатеринославе.
В июне 1906 года назначен штаб-офицером при управлении 53-й пехотной резервной бригады (в Екатеринославе). В декабре 1906 года произведен в Генерального штаба полковники. В мае–июне 1908 года был в прикомандировании к строевой артиллерийской части, затем, в июле того же года, — в прикомандировании к строевой кавалерийской части.
С июня 1909 года — начальник штаба 44-й пехотной дивизии (Умань, Киевской губернии).
В мае 1912 года назначен командиром 73-го пехотного Крымского полка, расквартированного в Виннице Подольской губернии. Был женат, имел двух дочерей 1891 и 1895 годов рождения.
Участник Первой мировой войны. В войну вступил в июле 1914 года во главе своего 73-го пехотного Крымского полка 19-й пехотной дивизии, 12-го армейского корпуса. Командуя полком, особо отличился в сентябре 1914 года при штурме Перемышля, за что впоследствии был награждён орденом Святого Георгия 4-й степени. В январе 1915 года в боях за Дукельский (Дуклинский) перевал в Карпатах был контужен.
В феврале 1915 года, за отличия в делах против неприятеля, был произведен в генерал-майоры.
В июне 1915 года назначен начальником штаба 38-го армейского корпуса, в ноябре 1916 года — начальником штаба 20-го армейского корпуса
В мае 1917 года назначен командующим 117-й пехотной дивизией, в июле того же года — командующим 22-м армейским корпусом.
В августе 1917 года, за отличие по службе, произведен в генерал-лейтенанты, с утверждением в занимаемой должности.
В 1918 году служил в армии Украинской державы. С 08.06.1918 — исполняющий должность начальника кадрированной 10-й пехотной дивизии (Прилуки). Имел чин генерального значкового, соответствовавшему чину генерал-лейтенанта.
В декабре 1918 года, после падения власти гетмана Скоропадского, перешёл на сторону ВСЮР. С 29 августа 1919 года был в резерве чинов штаба Главнокомандующего, затем в резерве чинов при штабе войск Киевской области ВСЮР, а с 22 февраля 1920 года — при штабе войск Новороссийской области ВСЮР.
В Русской армии генерала Врангеля числился в резерве чинов при штабе Главнокомандующего.
В 1920 году эвакуирован из Крыма. С 1921 года — эмигрант в Турции, на протяжении многих лет был председателем Союза русских военных инвалидов в Турции.
Умер 26 апреля 1948 года в Александрии (Египет), там же и похоронен.

## Награды
- Медаль «В память царствования императора Александра III» (1896)
- Орден Святого Станислава 3-й степени (ВП от 01.08.1901)
- Орден Святой Анны 3-й степени (ВП от 02.06.1905)
- Орден Святого Станислава 2-й степени (06.12.1910; ВП от 31.03.1911)
- Медаль «В память 300-летия царствования Дома Романовых» (1913)
- Орден Святой Анны 2-й степени (06.12.1913; ВП от 08.04.1914)
- Орден Святого Владимира 4-й степени с мечами и бантом (ВП от 19.11.1914)
- Орден Святого Владимира 3-й степени с мечами (ВП от 05.04.1915)
- Орден Святого Георгия 4-й степени (утв. ВП от 24.04.1915), — …за то, что, при штурме фортов Перемышля с 24-го на 25-е сентября 1914 года, находясь под действительным ружейным огнем противника, овладел передовыми укреплениями форта Седлиской группы.
- Орден Святого Станислава 1-й степени с мечами (ВП от 06.05.1916)